# Project X (2012)
Project X ist eine US-amerikanische Filmkomödie aus dem Jahr 2012. Der Found-Footage-Film handelt von dem wenig beliebten Schüler Thomas und seinen Freunden, die beliebter werden wollen, indem sie eine Party veranstalten. Diese entwickelt jedoch bald eine erhebliche Eigendynamik und gerät schließlich völlig außer Kontrolle.

## Handlung
Die drei Freunde Thomas, Costa und JB gelten an ihrer Highschool in North Pasadena als abgeschriebene Loser. Daher wollen die drei eine Party veranstalten, die dies ändern soll. Dass die Eltern von Thomas an seinem 17. Geburtstag nicht da sind, kommt dabei gelegen. Costa übernimmt die Koordination der Party. Während Thomas sich die Party noch beschaulich vorstellt, höchstens 50 Besucher, denkt Costa bereits in größeren Dimensionen. Dax, ein etwas seltsamer Mitschüler, der eine Film-AG besucht, soll die ganze Feier und deren Koordination mit einer Handkamera dokumentieren. Costa kümmert sich um die Promotion der Party mit Mundpropaganda, Kettenmails und, wie sich später herausstellt, einer Annonce auf Craigslist. Thomas lädt auch die attraktive Schülerin Alexis ein und spricht mit Kirby, seiner besten Freundin, auf die er ein Auge wirft. Die Jungs heuern für die Party DJs an, kaufen Alkohol und besorgen von T-Rick Gras. Dabei stehlen sie einen Stinkefinger-zeigenden Gartenzwerg, der als Maskottchen dienen soll. T-Rick bemerkt kurz darauf den Diebstahl und verfolgt die drei, zerstört die Windschutzscheibe von Thomas’ Van, den er kurz zuvor als Geburtstagsgeschenk von seinen Eltern erhielt.
Nach anfänglichen Sorgen, dass niemand die Party besuchen wird, erscheinen immer mehr Autos und Leute, bis zum Höhepunkt der Party knapp 2.000 Leute da sind. Thomas wollte die Party zunächst nur auf den Außenbereich des Hauses beschränken, langsam verlieren er und die zwei Teeny-Security-Jungs jedoch die Kontrolle darüber. Er will die Party bereits beenden, als er Alexis sieht und davon ablässt. Die Party gerät immer mehr außer Kontrolle: Zunächst wird der Gartenzwerg zerstört, der voller Ecstasy-Pillen ist. Einer der Nachbarn wird wütend und ruft wegen Ruhestörung die Polizei. Da jedoch kurzzeitig die Musik ausgeschaltet wird und sich alle Anwesenden im Garten am Pool leise verhalten und Costa sich sehr gut gegen eine Hausdurchsuchung wehren kann, indem er sehr gute Kenntnisse über Gesetze vorweist, gehen die Polizisten letztlich wieder. Alexis flirtet mit Thomas und als die beiden gerade Sex haben wollen, erscheint Kirby. Als sie enttäuscht wegrennt, rennt Thomas ihr nach. Währenddessen hat ein Nachrichtensender von der Party erfahren und berichtet aus einem Hubschrauber über die Party. Der Mercedes von Thomas’ Vater wird im Pool versenkt und weitere Polizisten erscheinen bei der Party. Diese werden jedoch von den Party-Gästen überwältigt.
Die Bereitschaftspolizei entschließt sich daraufhin, erst einzugreifen, wenn die Party zu Ende geht. Da erscheint jedoch T-Rick, der seinen Ecstasy-gefüllten Gartenzwerg wieder haben will. Dass die Pillen bereits von den Partygästen konsumiert wurden, ahnt er nicht. Um seiner Forderung Nachdruck zu verleihen, bearbeitet der wütende Dealer etliche Vorgärten in der Nachbarschaft mit einem Flammenwerfer. Er kann jedoch bald darauf von der Polizei überwältigt werden, dabei explodiert jedoch der Flammenwerfertank und das Haus von Thomas’ Eltern gerät in Brand. Thomas und seine Freunde rennen daraufhin davon, während das Haus und die weiteren Brände in der Nachbarschaft von Feuerwehr-Hubschraubern gelöscht werden.
Als Thomas’ Eltern wiederkommen, wird er gemaßregelt. Sein Geld fürs College soll für die Reparaturarbeiten genutzt werden. Der Vater ist jedoch auch überrascht von seinem Sohn. Er hielt ihn bisher für einen Loser, der keine große Party veranstalten könne, da er keine Freunde habe.
Am nächsten Schultag werden Thomas, Costa und JB wie Helden empfangen. Kirby, die dies beobachtet, wendet sich jedoch angewidert ab. Thomas rettet jedoch die Beziehung zu ihr, indem er ihr erklärt, dass ihm alles leid täte und er seinen nächsten Geburtstag gerne nur mit ihr feiern würde. Im Epilog erfährt man, dass Thomas in sechs Anklagepunkten für schuldig erklärt wurde, von seinen Mitschülern jedoch zu der Person gewählt wurde, die später im Leben mal am meisten Erfolg haben werde. Costa wurde aufgrund seines teuren Anwalts in allen Anklagepunkten freigesprochen, wartet aber noch auf die Testergebnisse von drei Vaterschaftstests. JBs Anklagepunkte wurden fallen gelassen, da seine Eltern verdeutlichen konnten, dass er eine „besonders förderungsbedürftige Person“ sei. Deshalb musste er jedoch für den Rest seiner Schulzeit den Behindertenbus zur Schule nehmen. Gegen Dax wurde wegen des Verschwindens seiner Eltern ermittelt. Der Film endet mit einem Interview zwischen der Fernsehmoderatorin Jillian Reynolds und Costa, in dem sie ihm Gelegenheit geben will, sich zu entschuldigen. Stattdessen kündigt er seine nächste Party an, zu der er Reynolds mit anzüglichen Worten einlädt.

## Hintergrund
Das Filmdebüt von Nima Nourizadeh wurde größtenteils mit unbekannten Schauspielern besetzt, die im Film ihre eigenen Namen trugen, um den Film realitätsnäher zu gestalten. Der Film basiert lose auf dem Fall des 16-jährigen Corey Delaney, der zunächst eine kleine Feier veranstalten wollte, zu der letztendlich jedoch 500 Partygäste kamen und die durch die Polizei beendet wurde.
Der Film im Found-Footage-Stil, der für 12 Millionen US-Dollar produziert wurde, nahm an den Kinokassen weltweit über 100 Millionen US-Dollar ein. Zusätzlich wurden mit der DVD-Veröffentlichung des Films weitere 16 Millionen US-Dollar eingenommen.
Aufgrund des finanziellen Erfolges gab Warner Bros. am 6. März 2012, vier Tage nach dem Erscheinen von Project X bekannt, dass eine Fortsetzung des Films geplant sei. Michael Bacall würde erneut das Drehbuch schreiben. Bacall begann schon Wochen vor der Veröffentlichung von Project X mit der Arbeit am neuen Drehbuch. Seitens der Produzenten Phillips und Silver steht die Entscheidung über die Umsetzung des Drehbuchs noch aus.
Project X war mit etwa 8,72 Millionen Downloads über das Netzwerk BitTorrent 2012 der am häufigsten illegal heruntergeladene Film des Jahres.
Warner veröffentlichte auf Blu-Ray eine etwa sechs Minuten längere Fassung unter dem Titel #XTENDEDCUT to the Break of Dawn, yo.

## Deutsche Synchronfassung
Die deutsche Synchronbearbeitung entstand bei Film- & Fernseh-Synchron in Berlin. Das Dialogbuch verfasste Tobias Neumann, Synchronregie führte Sven Hasper.
| Darsteller            | Deutscher Sprecher        | Rolle                   |
| --------------------- | ------------------------- | ----------------------- |
| Thomas Mann           | Johannes Walenta          | Thomas                  |
| Oliver Cooper         | Christian Zeiger          | Costa                   |
| Jonathan Daniel Brown | Tino Hillebrand           | JB                      |
| Alexis Knapp          | Gabrielle Pietermann      | Alexis                  |
| Pete Gardner          | Bernd Vollbrecht          | älterer Kerl            |
| Caitlin Dulany        | Susanne von Medvey        | Mutter                  |
| Peter Mackenzie       | Peter Reinhardt           | Vater                   |
| Rob Evors             | Sebastian Christoph Jacob | Rob                     |
| Rick Shapiro          | Torsten Michaelis         | T-Rick                  |
| Martin Klebba         | Santiago Ziesmer          | wütender Kleinwüchsiger |
| Miles Teller          | Nick Forsberg             | Miles                   |
| Jimmy Kimmel          | Johannes Berenz           | Jimmy Kimmel            |

## Soundtrack
Project X (Original Motion Picture Soundtrack) wurde von WaterTower Musik am 28. Februar 2012 auf iTunes und CD veröffentlicht. Das Album enthält 13 Titel verschiedener Interpreten, die im Laufe des Films zu hören sind und hat eine Gesamtlänge von 53:55 Minuten. Allein durch die Verwendung im Film erreichten die Lieder Pursuit of Happiness im Steve-Aoki- und Heads Will Roll im A-Trak-Remix durch starke Download-Zahlen die deutschen Single-Charts.
Der Soundtrack kletterte in den Billboard 200 bis auf Platz zwölf. Außerdem erreichte das Album Platz fünf bei den digitalen Album-Charts, Platz eins bei den Soundtrack- und Independent-Album-Charts und Platz 3 bei den Rap-Album- und R&B/Hip-Hop-Album-Charts.

## Reaktionen

### Kritiken
Die Kritiken des Films waren gespalten. Während die einen den Film als den „ultimativen Partyfilm“ verstanden, sahen die anderen vor allem die Handlungslosigkeit des Films als großes Problem.

„‚Project X‘ ist zwar gemessen am Inhalt recht spartanisch ausgefallen, dafür klotzt Regisseur Nima Nourizadeh bei den Bildern umso mehr. Herausgekommen ist die absolute Party-Apokalypse sowie schlichtweg der ultimative Partyfilm, der provokanter, humorvoller und abgedrehter kaum noch sein könnte. Wer auf anarchistische sowie derbe Unterhaltung steht, sollte sich diese wilde Fete nicht entgehen lassen.“

„Das Hauptproblem von ‚Project X‘ ist […] das Fehlen jedweden Spannungsmoments. […] ‚Project X‘ […] verläuft ganz einfach linear – vom ruhigen Beginn bis zum Desaster. Vorhersehbarer kann ein Film kaum sein. Und mag der Soundtrack (mit Songs von Eminem über The Kills bis hin zu Metallica) dazu auch noch so knackig sein – eine Handlung, die sich mit vier Worten (‚Party gerät außer Kontrolle‘) erschöpfend beschreiben lässt, reicht schlicht nicht aus, um einen guten Film zu etablieren.“

„Projekt X wird sicherlich nur diejenigen ansprechen, die auch explizite Zielgruppe sind: Jugendliche und junge Erwachsene, die die legendärste Party aller Zeiten miterleben wollen. Inwiefern man gegen Ende von einem (eventuell beabsichtigten) Lerneffekt sprechen kann, muss wohl jeder selbst entscheiden. Der Streifen selbst ist sehr unnötig – vor allem im Kino – aber wenn man irgendwo mal in den Genuss kommt, dann tut er auch nicht so sehr weh, wie manch anderer Streifen, der sich selbst ernst nimmt.“

### Nachahmungen
Mehreren Teenagern diente der Film als Vorlage, um selbst Mega-Partys zu veranstalten.
Am 9. März 2012 wurden Medien in den USA auf „Project M“ aufmerksam, als auf Twitter zur Party von Mikey Vasovski, einem Highschool-Schüler aus Farmington Hills, Michigan, eingeladen wurde. Die Einladung wurde an tausende von Nutzer weitergeleitet, bis die Nachricht einmal pro Sekunde weitergeleitet wurde und auch auf anderen Webseiten im Internet verbreitet wurde. Die Party sollte laut Vasovski „Project M“ heißen und die Einladung enthielt die Adresse einer privaten Residenz, wo die Party stattfinden sollte. Bereits um 9 Uhr morgens tauchten am 9. März Partygänger auf. Die Feier wurde jedoch um 11 Uhr offiziell von der Polizei beendet, die alle weiteren Gäste wegschickte.
Am 10. März 2012 wurde bei Twitter unter #ProjectKris eine weitere Party gepostet. Die Party, die vom kanadischen Highschool-Schüler Hunter Mills organisiert wurde, trug den Namen „Project Kris“. Innerhalb von 24 Stunden nach der ersten Nachricht von der Party beim Calgarier Teenager Kris Morrey, wurden mehr als 900.000 Posts unter dem Hashtag veröffentlicht. Morrey gab an, dass die Party eigentlich im kleinen Kreis von 30 Leuten gehalten werden sollte, bevor Mills interagiert habe. Die Polizei sprach später mit Morrey und seiner Familie, aber Mills wollte die Party an einem anderen Ort fortsetzen.
Am 13. März 2012 wurde versucht zwei verschiedene Partys in Miramar, Florida und Houston, Texas zu veranstalten. In Miramar plante Highschool-Schüler Christopher Dade eine „Project X House Party 2“ und lud via YouTube, Twitter und Craigslist Leute zu der Party ein. Dade wurde festgenommen und zur Zahlung eines Bußgelds in Höhe von 19.000 US-Dollar für Sachbeschädigung aufgefordert, bevor die Party überhaupt begann. Laut Angaben der Polizei mussten Einsatzkräfte mehr als 2.000 Teenager fortschicken, die, unwissend von Dades Verhaftung und dem Abbruch der Feier, das Grundstück betraten und feiern wollten. In Houston wurden 13 Teenager festgenommen, nachdem sie erfolgreich eine Party veranstalteten und an einem unbewohnten Haus Schäden in Höhe von über 100.000 US-Dollar verursachten. Bei einer Befragung der Teenager gaben diese als Motivation den Film Project X an. Eine zweite Houston-Party zog zwischen 500 und 1.000 Gäste an, nachdem Einladungen auf Twitter und Facebook gestellt wurden. Als die Polizei kam, um die Party zu beenden, wurde eine Person getötet, als ein Teilnehmer mit einer Pistole schoss.
Am 30. Juni 2012 fand im Plattenwald, Backnang, Deutschland eine Nachahmung des Projekt X-es statt. Ein unbekannter Initiator startete eine Facebookveranstaltung. Die Polizei rückte mit einem Großaufgebot von Einsatzkräften an, sodass am Ende ein Schaden in Höhe von 140.000 Euro entstand. Während sich rund 20 000 Personen auf Facebook meldeten, tauchten am Ende 1000 Personen auf.
Im September 2012 eskalierte die Nachahmung Projekt X Haren im niederländischen Haren und führte zu schweren Ausschreitungen mit mehreren tausend Personen.

## Trivia
Als die ersten Gäste auf der Party eintreffen, befindet sich darunter auch eine Gruppe junger Frauen, worauf JB zu Costa den Satz sagt: „Hey, das ist die aus dem Playboy“. Tatsächlich handelt es sich dabei um Anna Sophia Berglund, die im Jahr 2011 wirklich für den Playboy vor der Kamera stand.